# Ordinary People (canção de John Legend)
Ordinary People é uma música do cantor americano John Legend, segundo single do álbum Get Lifted, de 2004. A revista Entertainment Weekly disse que "(Ordinary People) É a faixa mais simples do álbum, porém a mais perfeita." Essa música rendeu também a John Legend o Grammy de Melhor Performance de Cantor de R&B.

## Desempenho nas paradas
| Top (2005)                                   | Melhor posição |
| -------------------------------------------- | -------------- |
| Itália - Singles Chart                       | 27             |
| Estados Unidos - Billboard Pop 100           | 40             |
| Estados Unidos - Billboard Hot 100           | 55             |
| Estados Unidos - Billboard R&B/Hip-Hop Songs | 4              |
| Reino Unido - Singles Chart                  | 30             |